# Gamerankings
GameRankings var en webbplats som samlade recensioner av datorspel från olika källor och beräknade ett genomsnittligt betyg. Sidan grundades 2000 och innehåller över 315 000 artiklar om mer än 14 500 spel.
Gamerankings köptes upp av CNET Networks, som i maj 2008 blev en del av CBS Corporation. Liknande sidor är bland andra GameStats, Metacritic, MobyGames och TopTenReviews. Sidan lades ner 9 december 2019.

## Rankning
Gamerankings samlade och länkade till recensioner från andra webbplatser och tidningar och beräknade ett genomsnittligt procentuellt betyg. Trots att de listade en stor mängd recensioner, använde bara Gamerankings de sidor som de såg som kända. Sidan konverterade icke-procentuella system (exempelvis 1-5 stjärnor) till procent innan beräkningen. Det genomsnittliga betyget beräknades inte förrän tillräckligt många recensioner var medräknade. 

### Regler för recensioner
Gamerankings hade ett antal regler som webbplatserna som inkluderas i betyget skulle följa:
- Sidorna måste ha minst 300 arkiverade recensioner om de behandlar flera plattformar eller genrer och 100 recensioner om de behandlar enskilda plattformar eller genrer.
- Sidorna måste publicera minst 15 recensioner per månad.
- Sidorna måste vara visuellt tilldragande och se professionella ut.
- Sidorna måste recensera flera olika titlar
- Sidorna måste ha ett dedikerat domännamn med professionell hosting.
- Sidorna måste ha välskrivna recensioner.
- Sidorna måste bete sig professionellt.